# Xian de Xinning
Le xian de Xinning (新宁县 ; pinyin : Xīnníng Xiàn) est un district administratif de la province du Hunan en Chine. Il est placé sous la juridiction de la ville-préfecture de Shaoyang.

## Démographie
La population du district était de 589 453 habitants en 1999.